# Njarðvík
Njarðvík est une localité islandaise de la municipalité de Reykjanesbær située au sud-ouest de l'île, dans la région de Suðurnes. En 2009, le village comptait 4 398 habitants.